# 羊磴镇
羊磴镇，是中华人民共和国贵州省遵义市桐梓县下辖的一个乡镇级行政单位。

## 行政区划
羊磴镇下辖以下地区：
苦栋村、羊岩村、棉地村、白果村、田坪村、桐林村、双龙村、高山村和桃子村。